# Kościół św. Ducha w Warszawie

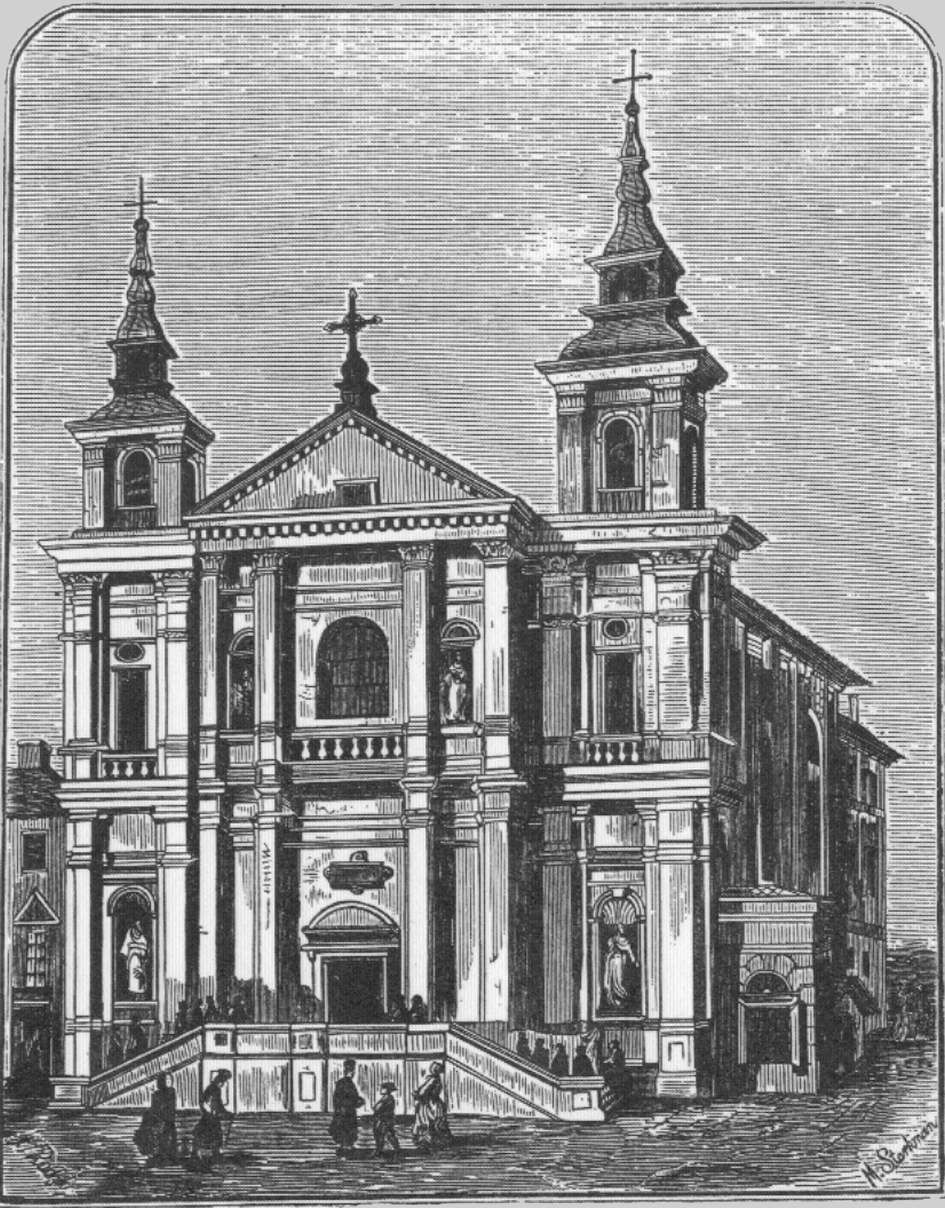
Świątynia na drzeworycie Michała Starkmana z ok. 1855 roku

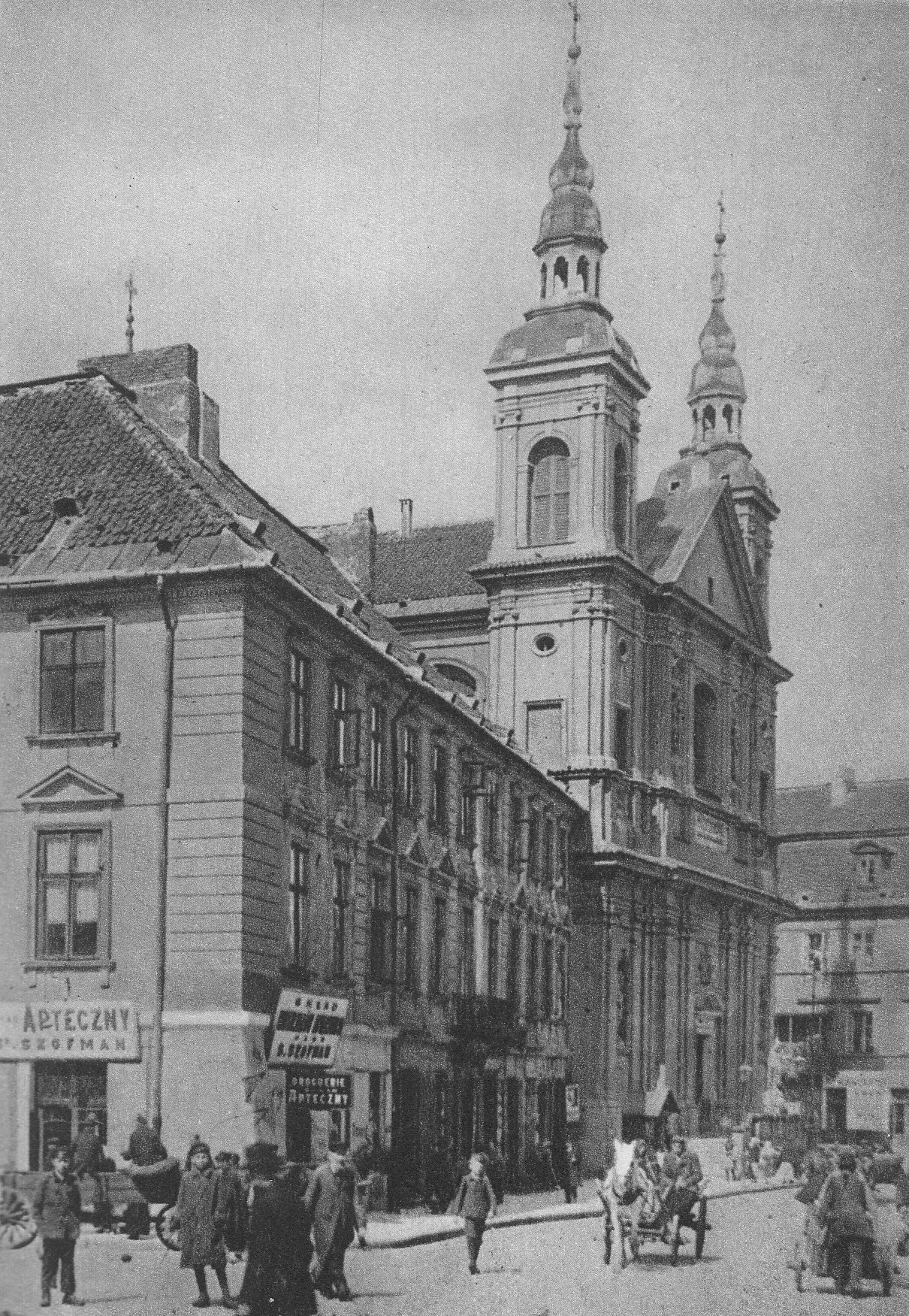
Świątynia przed 1939 rokiem

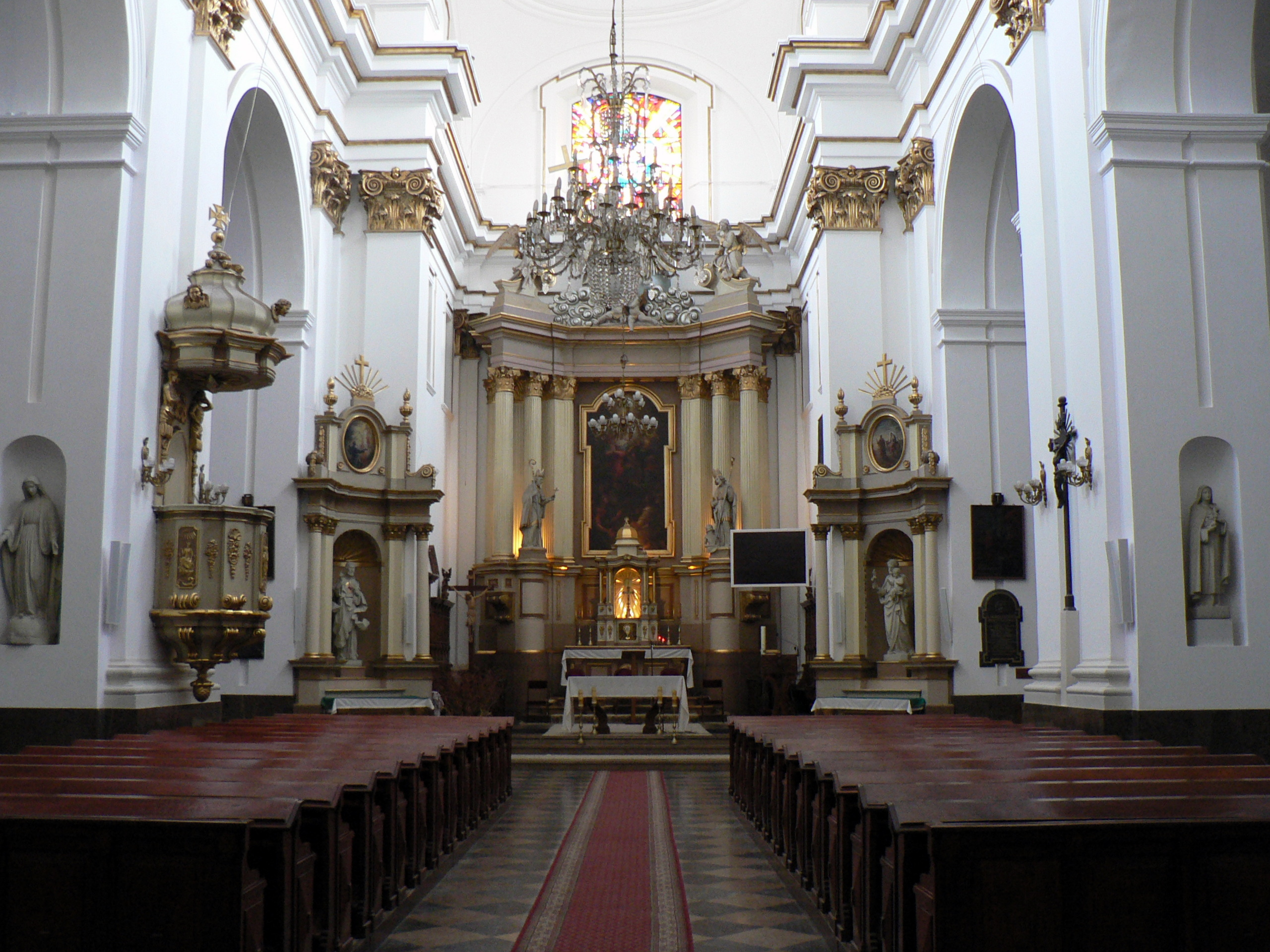
Wnętrze kościoła (2010)

Kościół św. Ducha w Warszawie – kościół znajdujący się na Nowym Mieście w Warszawie, przy ulicy Długiej 3.

## Historia
Pierwszy kościół został zbudowany z drewna wraz z miejskim szpitalem św. Ducha w XIV wieku. Był to zapewne pierwszy tego typu szpital na Mazowszu (ulokowany został za murami Starej Warszawy, ufundowany przez księcia Janusza Starszego i przekazany miastu w 1388 roku).
Przy istniejącym małym kościółku św. Ducha rajcy i obywatele Warszawy chcieli wtenczas założyć szpital i na ten cel podobno Mikołaj Panczatka jeden z ich grona podarował kościołowi trzeci denar z jatek, kramów i straganów, to jest trzecią część wójtostwa warszawskiego. Szpital w aktach urzędowych był różnie nazywany: domem gościnnym dla ubogich (1425), oraculum (kaplica) św. Ducha łącząc kościółek ze szpitalem (1473), xenodochium (pokój – pensjonat w klasztorze do przejściowego zakwaterowania gości lub pielgrzymów), wreszcie uważając kościółek „dodatkiem” do szpitala nazywano go klasztorem cenobium (1473). Faktem jest, że proboszcz św. Ducha był z urzędu prowizorem (zarządcą) szpitala. Pierwszym proboszczem kościoła, znanym z nazwiska był Jędrzej Pronobis w roku 1473 (prepositus oraculi S. Spiritus ad cenobium extra muros Varsavienses). W kronikach znacznie częściej czytamy o szpitalu św. Ducha, niż o kościele i praktycznie większość otrzymanych przywilejów (np. od Zygmunta Starego i Bony) dotyczyło szpitala. Wymienia się także proboszczów: Jana Szeligę (1574), Wojciecha Pruszczyńskiego (1579) i Wojciecha Badowskiego (1633). W 1629 biskup poznański Maciej Łubieński połączył parafię Św. Trójcy, której zabudowania oddano, na polecenie króla, ss. Brygidkom (dzisiaj nie ma tego kościoła i zabudowań klasztornych, mieściły się one na ul. Nalewki na wprost wylotu ul. Bielańskiej) z parafią św. Ducha.
Świątynia ucierpiała w czasie potopu szwedzkiego. Na mocy uchwały magistratu z 22 sierpnia 1664 r. kościół z dochodami, tytułem probostwa, ze wszystkimi dobrami, użytkami, zyskami i wygodami oddany został paulinom.
Odłączono wtedy szpital od kościoła. Kronikarz zanotował (pisownia oryginalna)

Probostwo zamieniło się w klasztor, ale wszystkie prawa parafijalne zostały jak dawniej: zawarowano tylko najprzód, żeby ówczesny ostatni świecki proboszcz zachowywał swoje stanowisko w kościele i prawa, które mu służyły aż do śmierci; powtóre, żeby zakonnicy obchodzili pamięć wieczną założycieli obecnych jak i pierwotnych, przez odprawianie co tydzień mszy za ich dusze; po trzecie, szpital wyjęto spod ich władzy, księżom tylko posługę duchowną w nim oddano; po czwarte, wymówiono sobie, żeby księża nie zabraniali wejścia i wyjścia  do kościoła dla ubogich szpitala, dla mającej się wybierać jałmużny lub pogrzebów. Szpital jak dawniej pozostał przy magistracie...

Ofiarę przyjmował ówczesny prowincjał zakonu paulinów w Polsce o. Augustyn Kordecki.
W 1699 położono kamień węgielny pod nowy kościół, który został zbudowany w latach 1707−1717 w stylu baroku według projektu Józefa Pioli i Bellottiego. Jeden z przyjaciół króla Augusta Mocnego, wojewoda chełmiński Rybiński, zaproszony jako główna osobistość na uroczystość położenia kamienia, przeznaczył na budowę bardzo znaczną, jak na owe czasy, kwotę 40 000 złp. Najwięcej na budowę łożyło jednak istniejące przy kościele Bractwo Pana Jezusa Pięciorańskiego, do którego należeli głównie mieszczanie warszawscy. Duszą budowy i wystroju kościoła był przeor Innocenty Pokorski (w czasie drugiego najazdu szwedzkiego był przeorem na Jasnej Górze). Prace wykończeniowe, budowa ołtarzy trwały do roku 1746, wtedy to wybudowano kaplicę Najświętszej Panny Częstochowskiej. Za J. Bartoszewiczem (cytowanym w przypisach, pisownia oryginalna):

W końcu września 1746 r. odbyło się stąd uroczyste do kaplicy tej wprowadzenie obrazu nadanego obficie odpustami. Było to jedno z najpiękniejszych nabożeństw jakie kościół pauliński pamięta; celebrował na niem Sołtyk kanonik gnieźnieński, przyszły biskup krakowski. Była królowa z córkami. Biskup Kobielski wziął od Maryi Józefy i panów obecnych pierścienie dla pocierania ich o Najś. Panny obraz. Królowa też zawiesiła pierwsze votum, to jest pierścień dyjamentowy i dwa serca na tym obrazie; nazajutrz biskup chełmiński Szembek celebrował, jezuita koronny miał rano kazanie a na nieszporach pijarzy ku czci Najświętszej Panny rozprawiali

(niektóre osoby wymienione w cytowanym wyżej tekście: królowa Maria Józefa, Sołtyk kanonik gnieźnieński, biskup Kobielski i biskup Szembek.)
Kronikarz notuje, że 12 marca 1800 księży było wtenczas 9-ciu,... nowicyjatu nie było, ale znajdowało się studium teologiczne w klasztorze, a w niem dwóch professorów i czterech uczniów, którzy słuchali teologii spekulacyjnej i dogmatyki, oraz ćwiczyli się w rozwiązywaniu wypadków sumienia i znajomości ceremonij kościelnych.
W styczniu 1807 wojska Napoleona Bonaparte podeszły pod Warszawę a klasztor został zajęty na koszary francuskie. I choć po wojnie na krótko paulini odzyskali klasztor (przeorem był o. Teodor Fortuński), to w lipcu 1819 biskup administrator nakazał by księży swoich w cztery tygodnie najdalej przewiózł do Częstochowy i żeby sprzęty wszystkie zostawił na miejscu, bo za uronienie ich był odpowiedzialny... a w sierpniu kościół oddano bractwu niemieckiemu (bractwu św. Benona). Kolejnymi rektorami byli księża pochodzenia niemieckiego, tak można domniemywać z nazwisk: Lűdicke, Amman, Gueldre, Ballach.
W klasztorze popaulińskim 22 września 1825 otwarto seminaryjum główne, które z uniwersyteckim wydziałem teologicznym tworzyło jednę całość. Pierwszym rektorem seminarium był ks. Żółtowski, drugim, aż do 1836, ks. Jan Onoszko – kanonik mohylewski, w którym to roku podniesiono je do rangi akademija i przeniesiono do franciszkanów. Pozostałą część klasztoru wynajmowano jako mieszkania. Miejsce seminarium zajęła szkoła obwodowa a potem powiatowa, wreszcie w 1852 rozdzielono murem to co z klasztorem miało się zostać dla kościoła i to co szło na użytek publiczny.
Po powstaniu styczniowym w 1863 umieszczono przed kościołem figurkę Matki Bożej.
W czasie powstania warszawskiego na skutek bombardowania kościół został zniszczony przez Niemców, a w jego podziemiach zginęło kilkadziesiąt osób. Po wojnie zniszczenia budynku oszacowano na ok. 50%. Paulini wrócili do kościoła i klasztoru w 1948. Odbudowano go w 1956.
W 1965 roku świątynia wraz z zespołem klasztornym paulinów została wpisana do rejestru zabytków. 

## Warszawska Pielgrzymka Piesza
Od 1711 roku z kościoła wyrusza co roku piesza pielgrzymka do sanktuarium na Jasnej Górze.